# Adrian Cann
Adrian Cann (ur. 19 września 1980 w Thornhill) – kanadyjski piłkarz występujący na pozycji obrońcy. Zawodnik klubu San Antonio Scorpions.

## Kariera klubowa
Cann karierę rozpoczynał w 2000 roku w drużynie Louisville Cardinals z amerykańskiej uczelni University of Louisville. W 2004 roku poprzez MLS SuperDraft trafił do Colorado Rapids z MLS. W tych rozgrywkach zadebiutował 20 czerwca 2004 roku w zremisowanym 1:1 pojedynku z Dallas Burn. W barwach Colorado rozegrał 2 spotkania.
Latem tego samego roku podpisał kontrakt z kanadyjskim zespołem Montreal Impact z USL First Division. W sezonie 2004 został z nim zwycięzcą tych rozgrywek. W 2006 roku odszedł do Vancouver Whitecaps, także grającego w USL First Division. W tym samym roku wygrał z klubem te rozgrywki. W Vancouver spędził 2 lata.
W 2008 roku Cann przeszedł do duńskiego Esbjerga. W Superligaen zadebiutował 21 lipca 2008 roku w przegranym 0:1 pojedynku z FC København. Przez ponad 1,5 roku w barwach Esbjerga rozegrał 14 ligowych spotkań.
Na początku 2010 roku wrócił do Kanady, gdzie został graczem ekipy Toronto FC z MLS. Pierwszy ligowy mecz zaliczył tam 15 kwietnia 2010 roku przeciwko Philadelpii Union (2:1). Od 2014 jest zawodnikiem San Antonio Scorpions.

## Kariera reprezentacyjna
W reprezentacji Kanady Cann zadebiutował 29 maja 2008 roku w wygranym 1:0 towarzyskim meczu z Martyniką. W 2009 roku został powołany do kadry na Złoty Puchar CONCACAF. Zagrał na nim w pojedynku z Kostaryką (2:2). Z tamtego turnieju Kanada odpadła w ćwierćfinale.